# Gaurax festivus
Gaurax festivus är en tvåvingeart som beskrevs av Friedrich Hermann Loew 1863. Gaurax festivus ingår i släktet Gaurax och familjen fritflugor. Inga underarter finns listade i Catalogue of Life.